# Groeve Onder de Ravengroeve

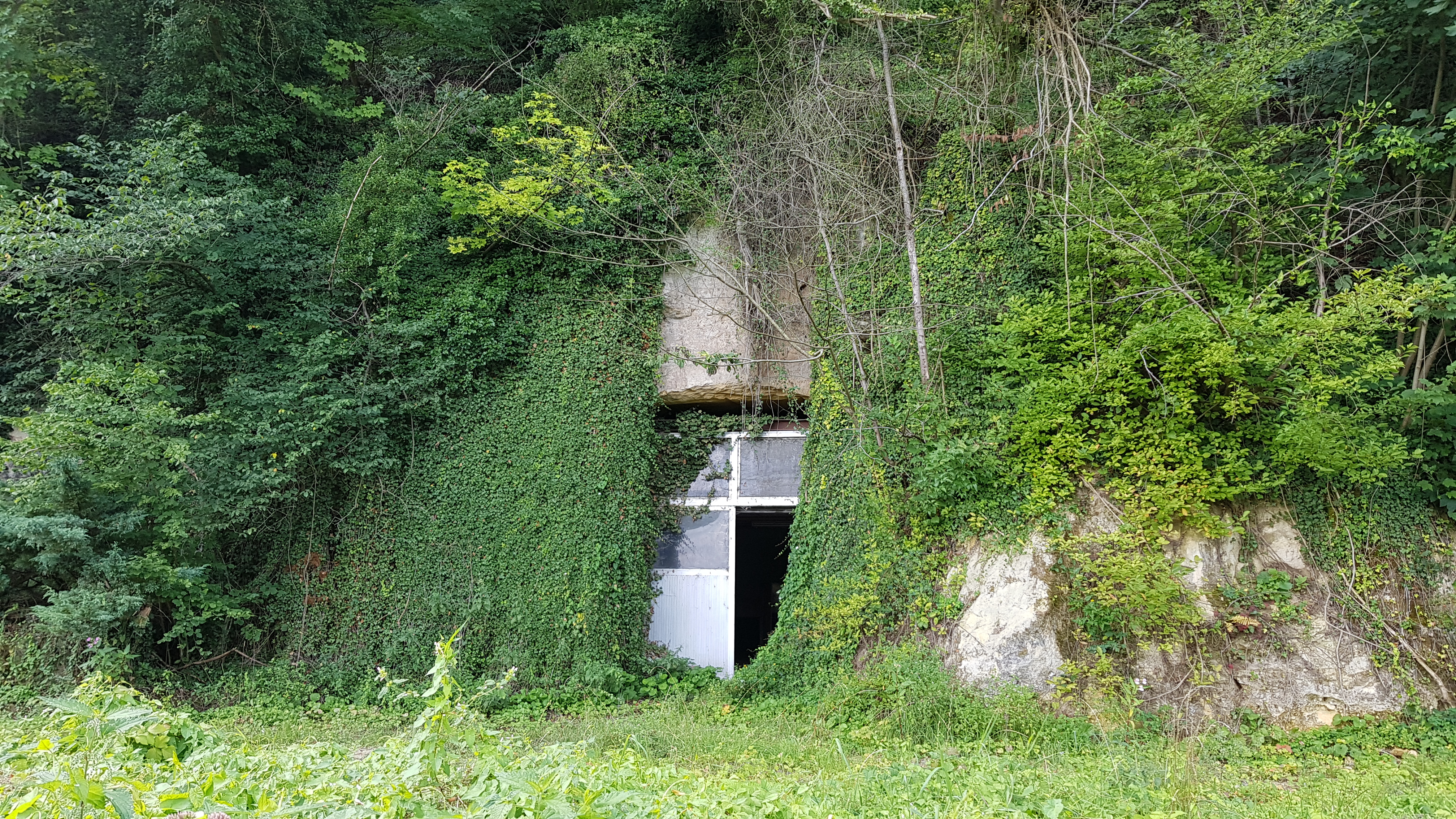
ingang groeve

De Groeve Onder de Ravengroeve is een Limburgse mergelgroeve in het Geuldal in de Nederlandse gemeente Valkenburg aan de Geul in Zuid-Limburg. De ondergrondse groeve ligt ten noordwesten van Geulhem ten zuidwesten van camping 't Geuldal. Ze ligt onder het hellingbos nabij de weg Gemeentebroek. De groeve ligt aan de noordwestkant van het Plateau van Margraten in de overgang naar het Maasdal. In de omgeving duikt het plateau een aantal meter steil naar beneden.
Op ongeveer 50 tot 100 meter naar het oosten liggen de Leeraarsgroeve, de Groeve onder de Leeraarsgroeve en de Schuncktunnel. Op ongeveer 250 meter naar het westen ligt de Meerssenergroeve, naar het westen ligt op ongeveer ongeveer 50 meter de Ravensgroeve I en op ongeveer 20 meter naar het oosten de Ravensgroeve II. Ten opzichte van Ravensgroeve I ligt de groeve lager in de bergwand.

## Geschiedenis
De groeve werd door blokbrekers ontgonnen voor de winning van kalksteenblokken.

## Groeve
De groeve heeft een korte U-vormige gang.
De plaats waar de groeve werd ontgonnen dagzoomde de mergel van nature al.